# 幻想〜Un Rave〜
幻想〜Un Rave〜（アンレイブ）は、静岡県を中心に活動するパフォーマンス集団である。炎を使った和を取り入れたパフォーマンスを行う。
渡辺修平をリーダーとし、伊藤直樹・柴良洋・桃和敬周の四人で構成される。

## メンバー
渡辺修平（ファイヤー）
ファイヤーパフォーマンスを得意とする。
伊藤直樹（Nao-key）
空手や棒術を思わせるパフォーマンスを行う。
柴良洋（ばーしー）
炎の剣を使用したパフォーマンスを行う。
桃和敬周（ももちゃん）
日本舞踊を取り入れたパフォーマンスを得意とする。